# إرشاد العقل السليم إلى مزايا الكتاب الكريم
إرشاد العقل السليم إلى مزايا الكتاب الكريم أحد كتب تفسير القران الكريم، ألفه أبو السعود أفندي، كشف صاحب التفسير في مؤلفه عن أسرار البلاغة القرآنية بما لم يسبقه أحد اليه، وقد اعتمد أبو السعود في تفسيره على تفسير الكشاف والبيضاوي وغيرهما.

## أسلوب التفسير
ذكر أبو السعود في مقدمة تفسيره أنه بعد ما قرأ الكشاف للزمخشري وأنوار التنزيل لمؤلفه عبد الله بن عمر البيضاوي رأى أن يؤلف تفسيرًا يجمع فيه فوائد هذين التفسيرين ويضيف إليه ما تحصل عليه من فوائد من التفاسير الأخرى، فألّف هذا التفسير الذي جلى فيه بلاغة القرآن وإعجازه وأبرزها في أحسن صورة، يضاف إلى ذلك ذكره للفوائد الدقيقة والحكم البديعة التي دلت عليها الآية والنكت البلاغية النادرة، كما أنه يشير إلى القراءات ووجوه الإعراب ويبين معنى الآية على حسب ذلك دون إطالة، ويعرض للمسائل الفقهية المستفادة من الآية، ويشير إلى آراء أئمة المذاهب من غير استطراد، ويعني بذكر أقوال الحنفية ويرجحها كثيرًا.
ولم يستطرد في ذكر الأخبار الإسرائيلية، وإن ذكرها فإنه يصدرها بلفظ روي أو قيل إشارة إلى ضعفها، كما أنه يعني بذكر المناسبات بين الآيات، هذا ويلاحظ عليه ذكره للأحاديث الموضوعة في فضائل السور، حيث ذكر في نهاية كل سورة ما روي فيها من تلك الأحاديث، ويلاحظ عليه صعوبة عبارته في بعض المواضع ودقة إشارته واختصاره للعبارة، بشكل يجعلها غامضة على القارئ العادي فلا يدركها إلاّ القارئ المتخصص.

## خصائص التفسير
شمل التفسير على عدة نقاط أبرزها:
- عنايته بالكشف عن بلاغة القرآن وسر إعجازه.
- اهتمامه بالمناسبات وإلمامه ببعض القرآت .
- إقلاله من الإسرائليات .
- روايته عن بعض من أشتهر بالكذب .
- إقلاله من المسائل الفقهية.
- تناوله لما تحتمله الآيات منوجوه الإعراب.

## وصلات خارجية
- تحميل إرشاد العقل السليم إلى مزايا الكتاب الكريم المكتبة الوقفية
- تحميل إرشاد العقل السليم إلى مزايا الكتاب الكريم المكتبة الشاملة